# Перепись населения Литвы (2011)
Перепись населения Литвы представила демографический портрет страны по состоянию на 1 марта 2011 года. Это была вторая перепись населения страны после восстановления независимости и первая перепись населения республики Литва с момента её вступления в Европейский союз в 2004 году.

## Предварительные итоги
Удручающая картина предварительных итогов переписи населения страны начала вырисовываться сразу же после публикации предварительных итогов, о чём тут же начали писать СМИ как в стране, так и за рубежом. За межпереписной период население страны сократилось с 3,48 млн в 2001 г. до 3,058 млн в 2011 (что меньше, чем было в 1941 г.), хотя текущая статистика рапортовала о наличии в стране 3,25 млн чел. в 2010 г. (для справки, население Литвы достигло своего исторического пика в Литовской ССР в 1989, когда оно составило 3,68 млн чел., см. Всесоюзная перепись населения 1989 года).
В целом, население Литвы за межпереписной период сокращалось интенсивнее, по сравнению с данными текущей статистики республики, из-за недоучтённой эмиграции. Впрочем, вклад отрицательного естественного прироста всех национальностей страны, кроме цыган, в общее сокращение численности населения Литвы, был также немаловажным.
Подобная же ситуация отмечается в соседней Латвии, где в 2011 году также прошла перепись населения.

## Региональные тенденции
Население страны, за исключением Вильнюса, быстро и равномерно сокращалось. Так, население г. Каунаса уменьшилось с 379 до 321 тыс., г. Клайпеда — со 193 до 161 тыс., г. Шяуляй — со 134 до 113 тыс., Паневежиса — со 134 до 113 тыс. Население прочих малых городов и сельской местности в целом упало с 2 116 до 1 816 тыс. человек. За межпереписной период Литва, без учёта Вильнюса, потеряла 429 тыс. или 15 % населения. Число жителей Вильнюса составило 539 тыс., что на 3,3 тыс. (на 0,6 %) меньше, чем в 2001, и на 59 тыс. меньше, чем в 1989 г.